# Partenogénesis en mamíferos
En biología y genética, la partenogénesis en mamíferos hace referencia a la capacidad de reproducción partenogenética en mamíferos. No se conoce que suceda naturalmente en mamíferos, sin embargo se ha inducido artificialmente con éxitos parciales o totales en distintas especies.
En 1936 Gregory Goodwin Pincus notificó que había inducido partenogénesis en un conejo exitosamente. En abril de 2004, científicos de la Universidad de Agricultura de Tokio emplearon partenogénesis para crear un ratón sin padre. Empleando gene targeting, fueron capaces de manipular dos loci H19/IGF2 y DLK1/MEG3 para producir un ratón bimaterno y posteriormente demostrar que los ratones sin padre tenían una mayor longevidad.
La partenogénesis inducida en ratones y monos suele resultar en un desarrollo anormal. Esto se debe a que los mamíferos poseen regiones de impronta genética, donde o bien el cromosoma materno o bien el paterno es inactivado en la progenie para que el desarrollo proceda normalmente. Un mamífero creado por partenogénesis tendría el doble de dosis de genes de impronta materna, y carecería de los paternos, dando lugar a anormalidades en el desarrollo. Se ha sugerido que el plegamiento de la placenta o la interdigitación son algunas causas del desarrollo abortivo de los partenotes porcinos. Como consecuencia, la investigación en partenogénesis humana se enfoca en la producción de células madre para su uso en tratamientos médicos, y no como estrategia reproductiva.